# Maketa
Maketa je model nekog objekta, obično smanjene veličine u odnosu na pravi objekt. Pojam maketa se uglavnom koristi za modele aviona, brodova i zgrada.
U  vojnoj terminologiji, maketa označava lažni objekt koji se primjenjuje pri  maskiranju trupa i stvarnih objekata. Služi za imitaciju oružja, vojnika, fortifikacijskih objekata, vozila, zrakoplova i drugo.

## Vanjske poveznice
- Modelarstvo Hrvatska tehnička enciklopedija, portal hrvatske tehničke baštine. LZMK

- Automodelarstvo Hrvatska tehnička enciklopedija, portal hrvatske tehničke baštine. LZMK

- Zrakoplovno modelarstvo Hrvatska tehnička enciklopedija, portal hrvatske tehničke baštine. LZMK

- Brodomaketarstvo Hrvatska tehnička enciklopedija, portal hrvatske tehničke baštine. LZMK